# Марков, Даниил Александрович
Даниил Александрович Марков (13 января 1895, Рассказово, Тамбовская губерния, Российская империя — 23 декабря 1976, Минск, Белорусская ССР, СССР) — советский невропатолог и физиотерапевт, академик НАН Беларуси (1940), доктор медицинских наук (1936), профессор и академик АН БССР (1931), Заслуженный деятель науки БССР (1964), лауреат Государственной премии БССР (1974).

## Биография
Родился 13 января 1895 году в селе Рассказово (ныне административный центр Рассказовского района Тамбовской области), Тамбовская губерния в многодетной семье   (отец Марков Александр Родионович, мать Устинова Мария Васильевна). С 1914 по 1919 год учился на медицинском факультете Саратовского университета. В 1926—1929 годы работал ассистентом неврологической клиники на факультете Саратовского университета. Работал ординатором в военном госпитале 1919-20 год. 1926 по 1930 год заведующий кафедрой неврологии Белорусского государственного университета. В 1936 году защитил докторскую диссертацию став доктором медицинских наук. С 1930 по 1941 год был директором Республиканского научно-практического центра травматологии и ортопедии, профессор Белорусского государственного медицинского университета с 1931—1941 год. С 1947—1973 год заведующий кафедрой нервных болезней в Белорусском государственном институте усовершенствования врачей, с 1954 по 1976 год руководил лабораторией патофизиологии нервной системы Минздрава БССР при Институте физиологии АН БССР.
В годы Великой Отечественной войны был младшим врачом госпиталя оккупированного Минска 1941—1943 годов. При попытке проникновения в тыл врага с помощью партизан, был пойман и доставлен в Германию, вскоре он был освобождён советскими войсками.
Марков Д. А. Скончался в Минске, похоронен на Северном кладбище.

## Научная деятельность
Автор более 250 научных работ, 12 монографий, по ранней функциональной диагностики, тонкой симиотике и патогенетической терапии нервных заболеваний, диагностике и лечению эпилепсии, экстрапирамидных заболеваний, рассеянного склероза. По его руководством сдано 10 докторских и 42 кандидатских диссертаций.
Был председателем и почётным членом Белорусского научного общества неврологов, нейрохирургов и физиотерапевтов, Всесоюзного научного общества неврологов и психиатров, член редколлегий журналов «Невропатология», «Физиотерапия» «Доклады А».
Некоторые опубликованные работы:
- Клиническая хронаксиметрия, 1935 г.,
- Лечение эпилепсии, 1938 г.
- Хронаксиметрия в клинике (некоторые актуальные вопросы), 1956 г.,
- Основы патогенетической терапии заболеваний нервной системы. — Минск: Беларусь, Мн., 1964 г.,
- Общая терапия и профилактика заболеваний нервной системы. — Минск: Беларусь, Мн., 1967 г.,
- Основы восстановительной терапии (лечебная реабилитация) заболеваний нервной системы. Мн., 1973.

## Награды
- Орден Трудового Красного Знамени (1961 и 1971),
- Заслуженный деятель науки БССР (1964),
- Государственная премия БССР в области науки и техники (1974).

## Основные работы
сочинения
- Клиническая хронаксиметрия, Минск, Мн., 1935,
- Эпилепсии и их лечение, Минск, Мн., 1954 (совм., с Гельманом Т. М.),
- Хронаксиметрия в клинике, Минск, Мн., 1956,
- Основы патогенетической терапии заболеваний нервной системы, Минск, Мн., 1964,
- Общая терапия и профилактика заболеваний нервной системы, Минск, Мн., 1967,
- Основы восстановительной терапии (медицинской реадаптации и реабилитации) заболеваний нервной системы, Минск, Мн., 1973,
- Инфаркт мозга, Минск, Мн., 1973 (совм., с др.),
- Рассеянный склероз, М., 1976 (совм., с Леоновичем А. Л.),
- Дифференциациальная диагностика рассеянного склероза с помощью вычислительного метода (граф-схемного метода распознавания), Минск, Мн., 1976 (совм., с др.).